# 足寄駅
| 左：ホームの様子 右：窓口の様子（2010年5月） |  | 左：ホームの様子 右：窓口の様子（2010年5月） |
| 左：ホームの様子 右：窓口の様子（2010年5月） |  |                                              |

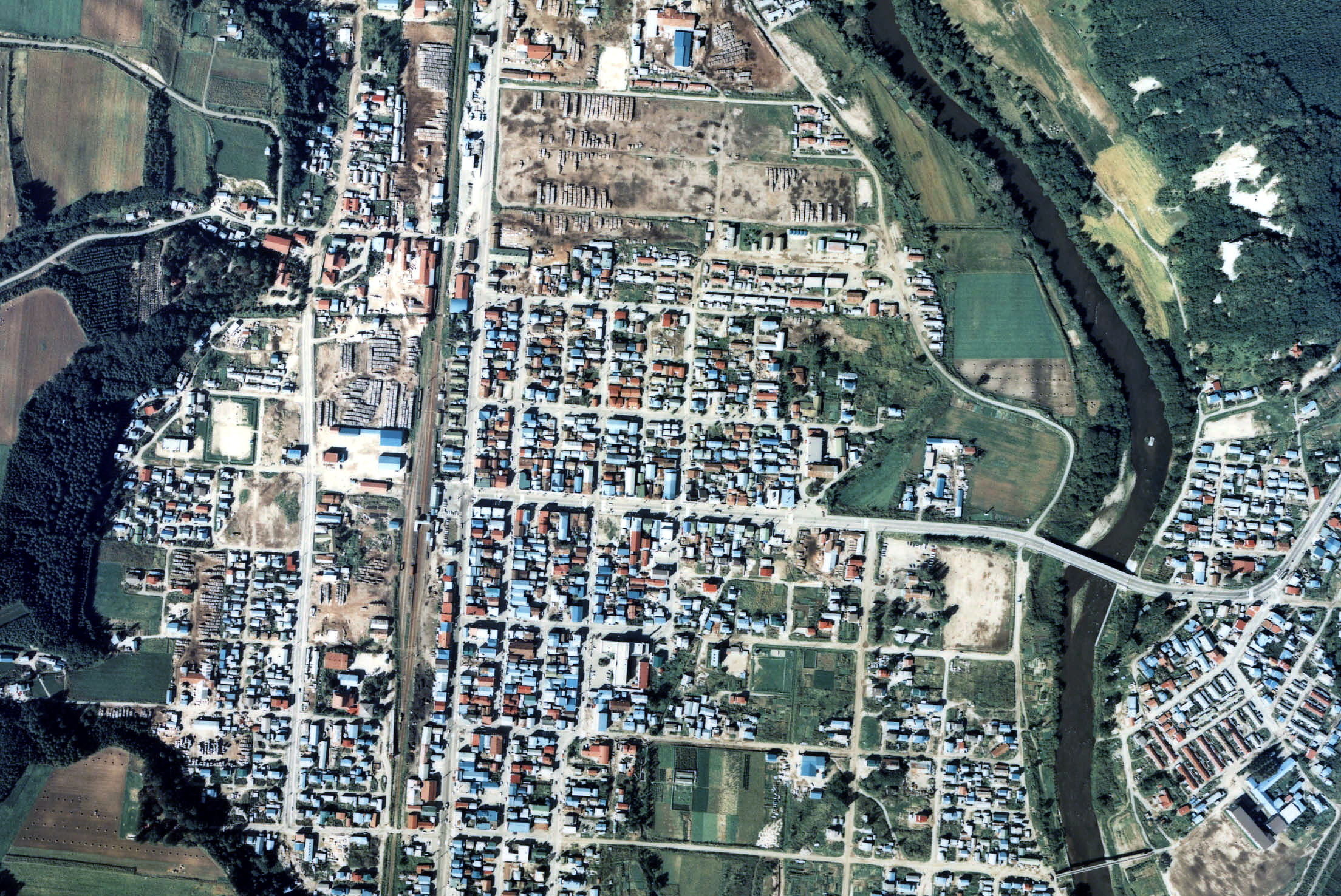
1977年、国鉄池北線時代の足寄駅と周囲1.5 km×1 km範囲。上が北見方面。千鳥式相対ホーム2面2線、駅舎横の池田側に貨物ホームと引込み線、駅裏側に副本線と2本の留置線を有する。留置線からは駅北側にある幾つかの木工所前へ引込み線が伸びている。駅表の北側には足寄営林署管轄のストックヤード（土場）があり、かつては北側の踏切辺りからカーブを描いてヤード中央へ専用線が伸びていた。この写真ではその跡は、道の汚れ具合や、微かな土の変色などで推測できるだけである。
このヤードへは、かつて大正12年から昭和35年まで足寄森林鉄道が接続しており、利別川の支流の足寄川上流やその支流の稲牛川上流などから木材を搬入していた。軌道はヤードの外周からヤード右下に見える軌道跡の小道上を走り、国道へ曲がらずにそのまま利別川を渡河して右上へ向きを変えて上足寄へ向かっていた。川の中央に当時の鉄橋の橋脚が残されている。
また、木材だけでなく、昭和27年から昭和37年頃まで、雌阿寒岳山頂近くの硫黄鉱山から採掘された鉱石が、索道で茂足寄の製錬所へ運ばれた後、トラック輸送によって製品が駅へ運搬されていた。

足寄駅（あしょろえき）は北海道足寄郡足寄町北1条1丁目にあった北海道ちほく高原鉄道ふるさと銀河線の駅（廃駅）である。国鉄・JR北海道池北線時代の事務管理コードは▲110506。

## 歴史

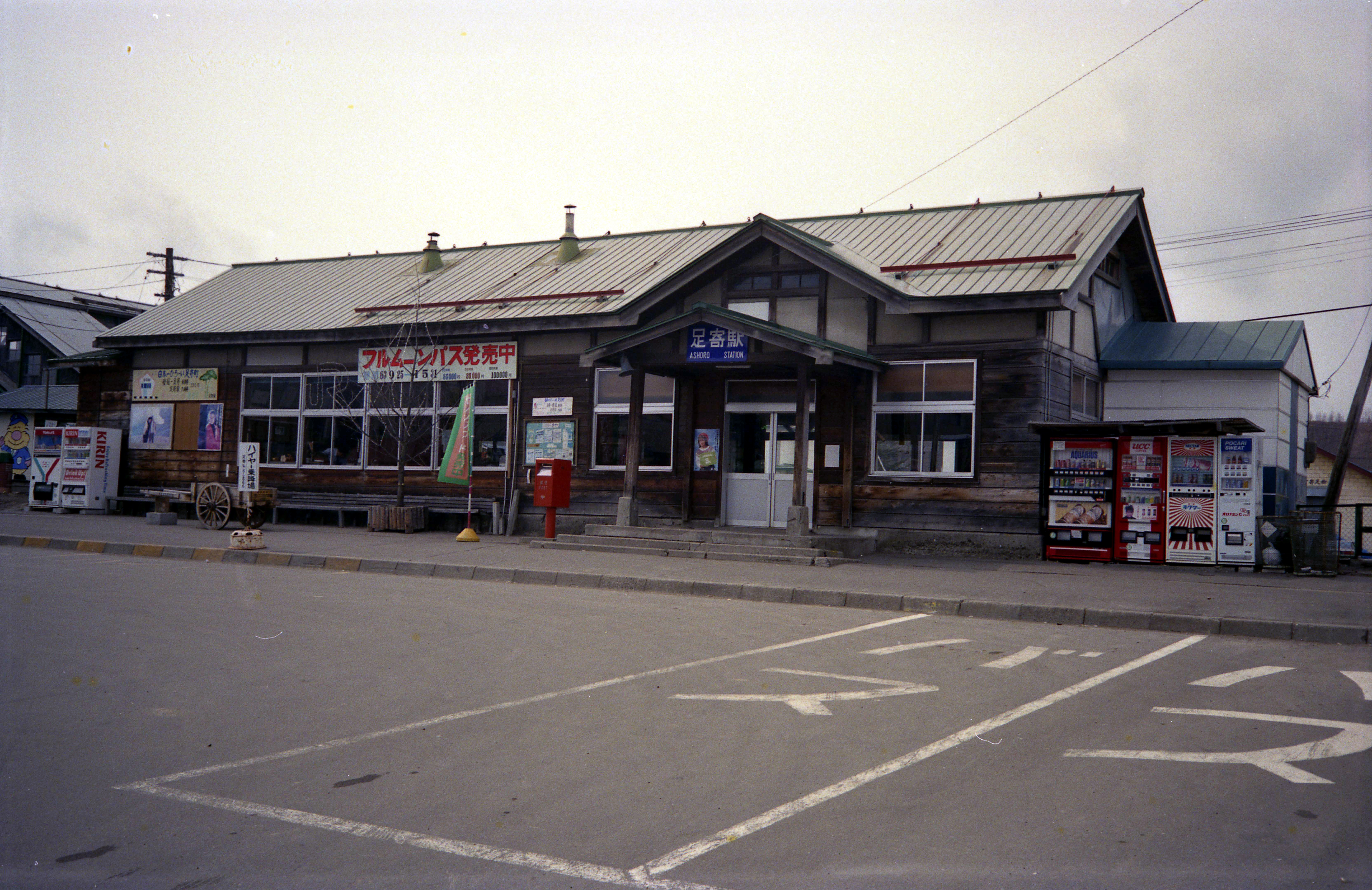
JR北海道当時の足寄駅（1989年3月）

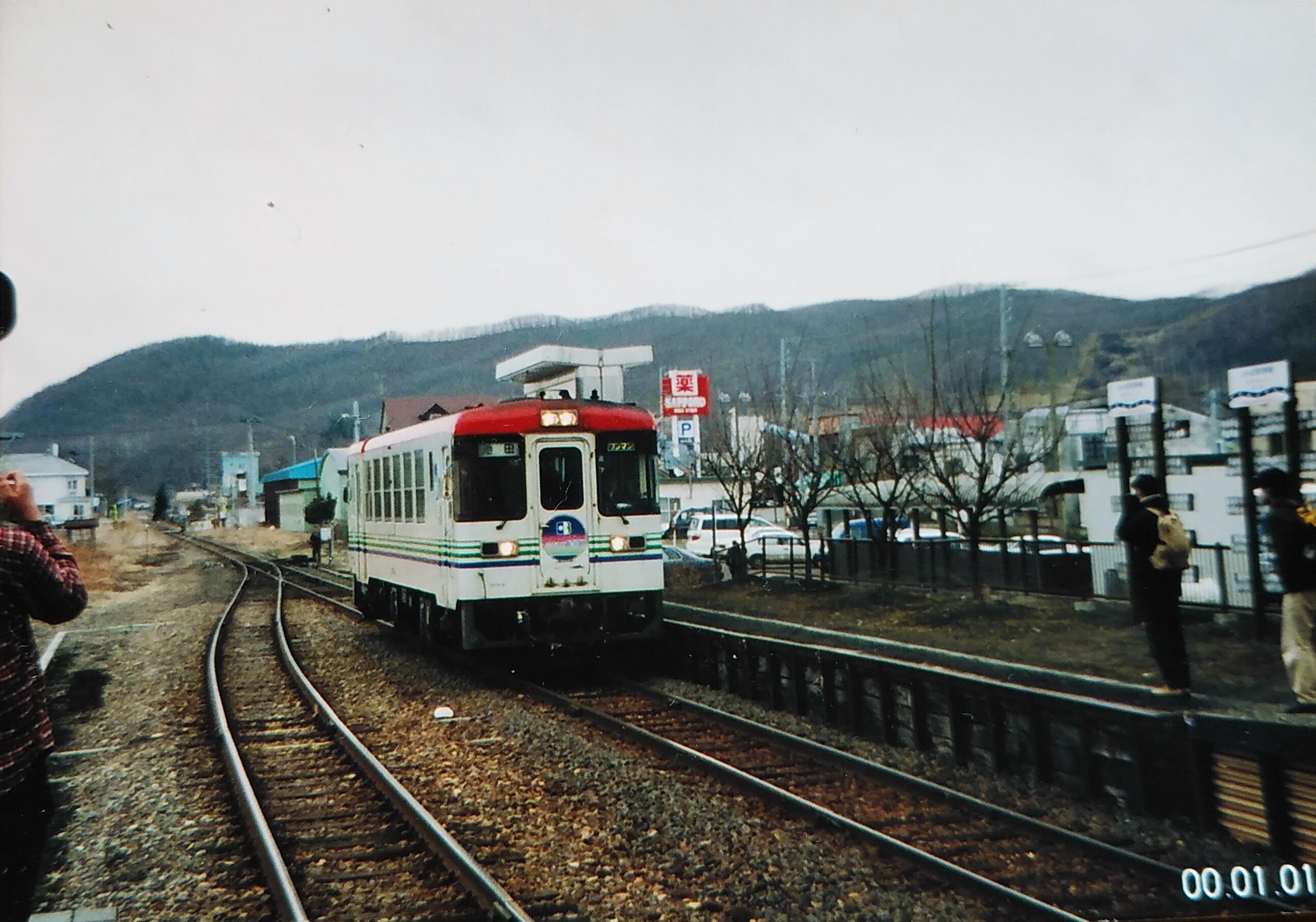
当駅構内（陸別・北見方面を見る 2006年4月）

- 1910年（明治43年）9月22日：鉄道院網走線池田駅 - 淕別駅（→陸別駅）間開業にともない開業[7]。（一般駅）[1]。
- 1911年（明治44年）11月18日：線名改称。池田 - 網走間を網走本線とする。
- 1939年（昭和14年）12月27日：駅舎改築。
- 1949年（昭和24年）6月1日：公共企業体である日本国有鉄道に移管。
- 1952年（昭和27年）10月14日：跨線橋設置。
- 1961年（昭和36年）4月1日：池北線に線名改称。
- 1982年（昭和57年）9月10日：貨物取扱い廃止[1]。
- 1984年（昭和59年）2月1日：荷物取扱い廃止[1]。
- 1987年（昭和62年）4月1日：国鉄分割民営化により北海道旅客鉄道に継承[1]。
- 1989年（平成元年）6月4日：北海道ちほく高原鉄道に転換[1]。
- 1994年（平成6年）12月：新駅舎と十勝バス・北海道拓殖バス足寄案内所が完成。[8]。
- 1995年（平成7年）4月1日：あしょろ銀河ホール21が開館[8]。
- 2004年（平成16年）8月：あしょろ銀河ホール21が道の駅に登録される[9]。
- 2005年（平成17年）10月1日：北海道拓殖バス案内所廃止。
- 2006年（平成18年）4月21日：ふるさと銀河線廃線[5]により廃止。

## 駅構造
地上駅。廃止時は相対式ホーム2面2線を有した。
のりば
1番のりば…ふるさと銀河線上り本別・池田方面
2番のりば…ふるさと銀河線下り陸別・北見方面、上り（池田からの折り返し列車）
廃止時まで社員配置駅（末期には駅長と助役の2名配置）であった。末期には窓口は平日の7時50分から16時15分まで営業していたが、廃止前1ヶ月程度の期間は土日祝も営業していた。ふるさと銀河線乗車券・回数券・定期券のほか、北海道旅客鉄道（JR北海道）管内の普通乗車券・特急券・指定席券も取り扱っており、これらについては補充券による発行が行われていた。末期には改札業務は行われていなかった。
そのほか駅舎には十勝バス案内所、売店があった（拓殖バス案内所は路線廃止により2005年（平成17年）9月30日で営業終了）。
そのため2005年（平成17年）9月まで、ちほく高原鉄道、十勝バス、拓殖バス、道の駅きっぷと4種類のきっぷが買える駅だった。
駅2階には、地元出身の松山千春のギャラリーが設けられている他、駅前には、ヒット曲「大空と大地の中で」が流れ、本人の筆跡で書かれた歌詞と肖像画がデザインされた歌碑が設置されている。
白糠線・北十勝線の分岐駅となる予定だったが、白糠線は中足寄駅方面へ一部の路盤が完成したのみ、北十勝線は一部区間の測量を行っただけで、いずれも未成線に終わった。
朝6時に当駅始発・池田行きの列車があった。

## 駅跡地・周辺
駅舎は改築時から複合施設とされており、道の駅あしょろ銀河ホール21として廃駅の後も使われている。廃止後、旧駅事務室にはNPO法人あしょろ観光協会が入居し、十勝バス足寄案内所の業務を受託している。なお建物内リニューアルにより、現在の事務所は旧駅事務室部分とは異なる。
駅舎周りは線路撤去後に駐車場の拡張など道の駅関連の再整備が行われ、駅舎内のホーム部分とレールは一部をモニュメントとして残した他、食堂・売店の拡張に充てられた。
駅舎を出て正面やや南側にあったバス乗り場は、旧線路跡北側に復元された旧駅舎を模した建物（ただし玄関の位置は左右逆。多目的観光交流施設で、障害者就労支援施設「ゆめ風ひろば」等がある）前に移された。
- 国道241号・国道242号
- 道の駅あしょろ銀河ホール21
- 足寄町役場
- 本別警察署足寄交番
- 足寄郵便局
- 足寄本通簡易郵便局
- 帯広信用金庫足寄支店
- 北海道銀行足寄支店
- 足寄町農業協同組合（JAあしょろ）
- 里見が丘公園
- 里美が丘キャンプ場
- 足寄町立足寄小学校
- 足寄町立足寄中学校
- 北海道足寄高等学校
- 足寄動物化石博物館
- 足寄町郷土資料館
- 千春の家
- 「大空と大地の中で」の歌碑
- 十勝バス「足寄」、網走観光交通「足寄道の駅」、足寄町コミュニティバス「あしょろ銀河ホール21」停留所

## 足寄森林鉄道
- 1922年（大正11年）：足寄川上流へ幹線敷設工事着工。
- 1923年（大正12年）：足寄貯木場10.47ha設置。
- 1927年（昭和2年）：幹線33.147km敷設。10t蒸気機関車運用。
- 1945年（昭和20年）：この時点までに幹線37.700km、支線10.114km敷設運用。
- 1949年（昭和24年）- 1954年（昭和29年）：幹線支線合わせて21.8kmを延長。
- 1956年（昭和31年）：運用機関車をすべてディーゼルに転換。B5t加藤製2台、B7t酒井製3台。
- 1960年（昭和35年）：廃止。トラック輸送に切り替え。

なお、昭和23年における保有機関車は以下の通り。
10tコッペル製4台、10t鉄道省製2台。

## 隣の駅
北海道ちほく高原鉄道
ふるさと銀河線
仙美里駅 - 足寄駅 - 愛冠駅

## 参考資料
- 足寄町史 昭和47年発行
- 東北海道の林業 帯広営林局 昭和44年発行